# Retarderat Eleverade (album)
Retarderat Eleverade är en kassett med hiphopgruppen Retarderat Eleverade som släpptes år 1999 på skivbolaget Dead Bresst Puhduckksjionz.

## Låtlista
| Låtnamn                       | Producent(/er)          | Längd |
| ----------------------------- | ----------------------- | ----- |
| 01. Inåt Tro                  | SnailMään               | 02:15 |
| 02. Retarderat Eleverade      | Weirdwolf               | 03:56 |
| 03. Klockan Är Antagligen 3   | Caccaclimuh & SnailMään | 03:13 |
| 04. Du Ser Ut Som Ett Hund    | SnailMään               | 05:06 |
| 05. Rymdiska                  | Weirdwolf               | 02:36 |
| 06. Ebonics (On Swediska)     |                         | 03:25 |
| 07. Den Här                   | Weirdwolf               | 03:04 |
| 08. Utåt Tro/ Amalgam/Åmålgam | SnailMään               | 01:14 |

- Spår 06 är en Cover/Version på Big L's låt Ebonics på svenska.
- Scratch av Fekal.